# 馬爾特尼夫卡 (黑奧斯特里夫市鎮)
49°28′43″N 26°46′24″E / 49.47861°N 26.77333°E

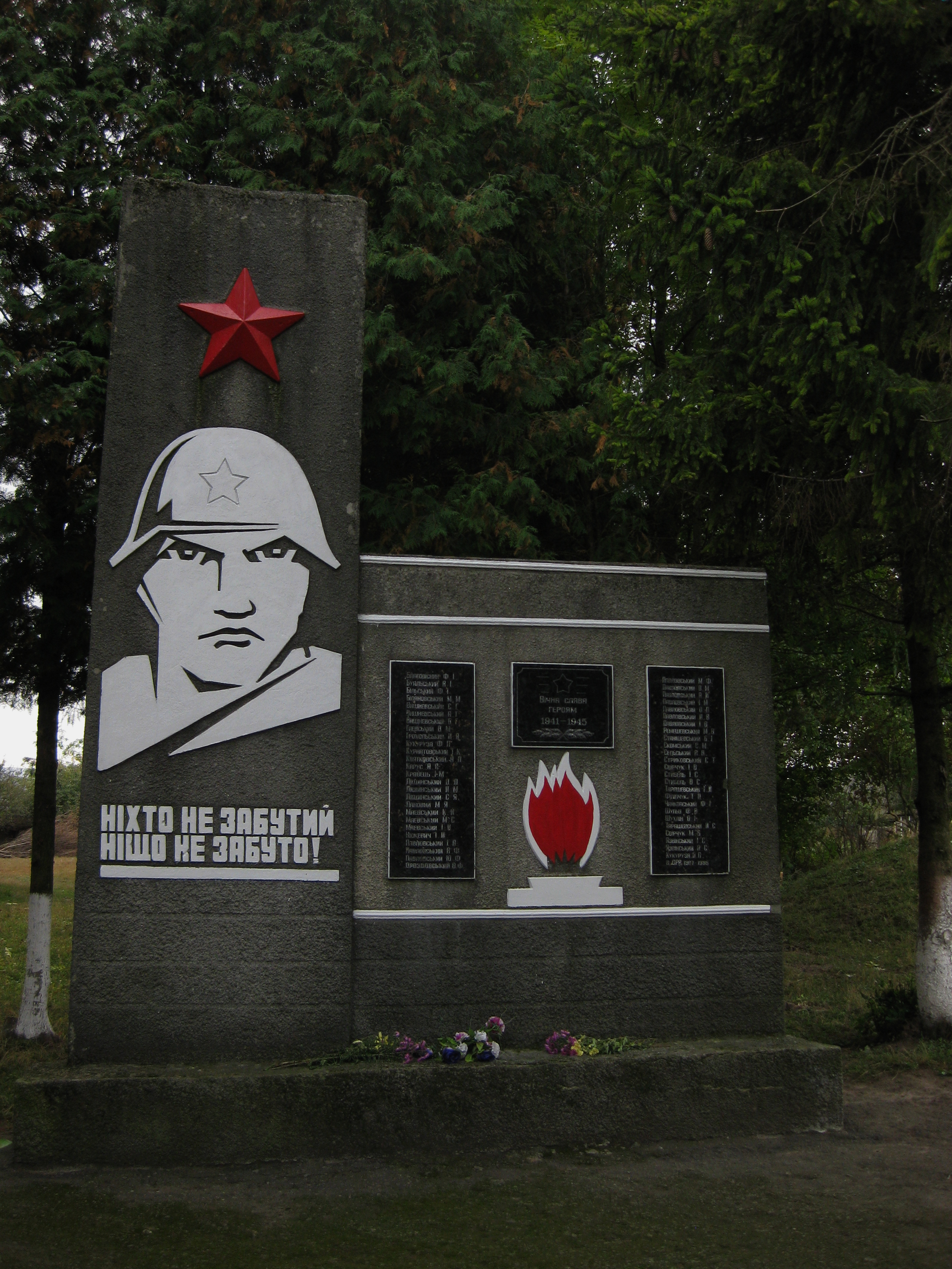
红军烈士墓

马尔特尼夫卡（烏克蘭語：Мартинівка）是位於烏克蘭西部的村莊，由赫梅利尼茨基州裡赫梅利尼茨基區的黑奧斯特里夫市鎮負責管轄。該村面積1.4平方公里，海拔高度290米，2001年人口384，人口密度每平方公里274.29人。